# La Kabila
La Kabila: organillo murguista. Periódico humorístico e inofensivo, no se ocupará de política ni religión: aparecerá los sábados va ser un periòdic satíric reusenc de curta durada que va sortir l'any 1909.

## Història
El primer número va sortir el 18 de març de 1909 amb Manuel Laredo Gonzalvo de director. A partir del número 3, va desaparèixer la frase: "No se ocupará de política ni religión". El número 4 ja tenia com a director l'escriptor i poeta alguerès Antoni Ciuffo, que va viure un temps a Reus. El contingut, inofensiu i innocent, no era gairebé ni irònic. Es centrava en les tafaneries de la ciutat, especialment en les de les classes benestants de Reus. No va fer mai referències a qüestions polítiques ni ideològiques. Hi sovintejaven les il·lustracions, gairebé l'única cosa destacable de la publicació. La capçalera mostrava un guerrer àrab muntat damunt d'un dromedari. A partir del número 6, el 8 de maig de 1909 va canviar el nom i es va dir: La Kabila de Reus: periódich humorístich. Sortirá los dissaptes i s'escrivia íntegrament en català. Com a col·laboradors hi trobem Joan Vilanova, Artemi Aiguader, E. Sugrañes, Ricard Estivill, Geroni Bartolí, Joan Mestres, José Pascual, Severí Dornell, Miquel Alimbau, Jaume Blasar...

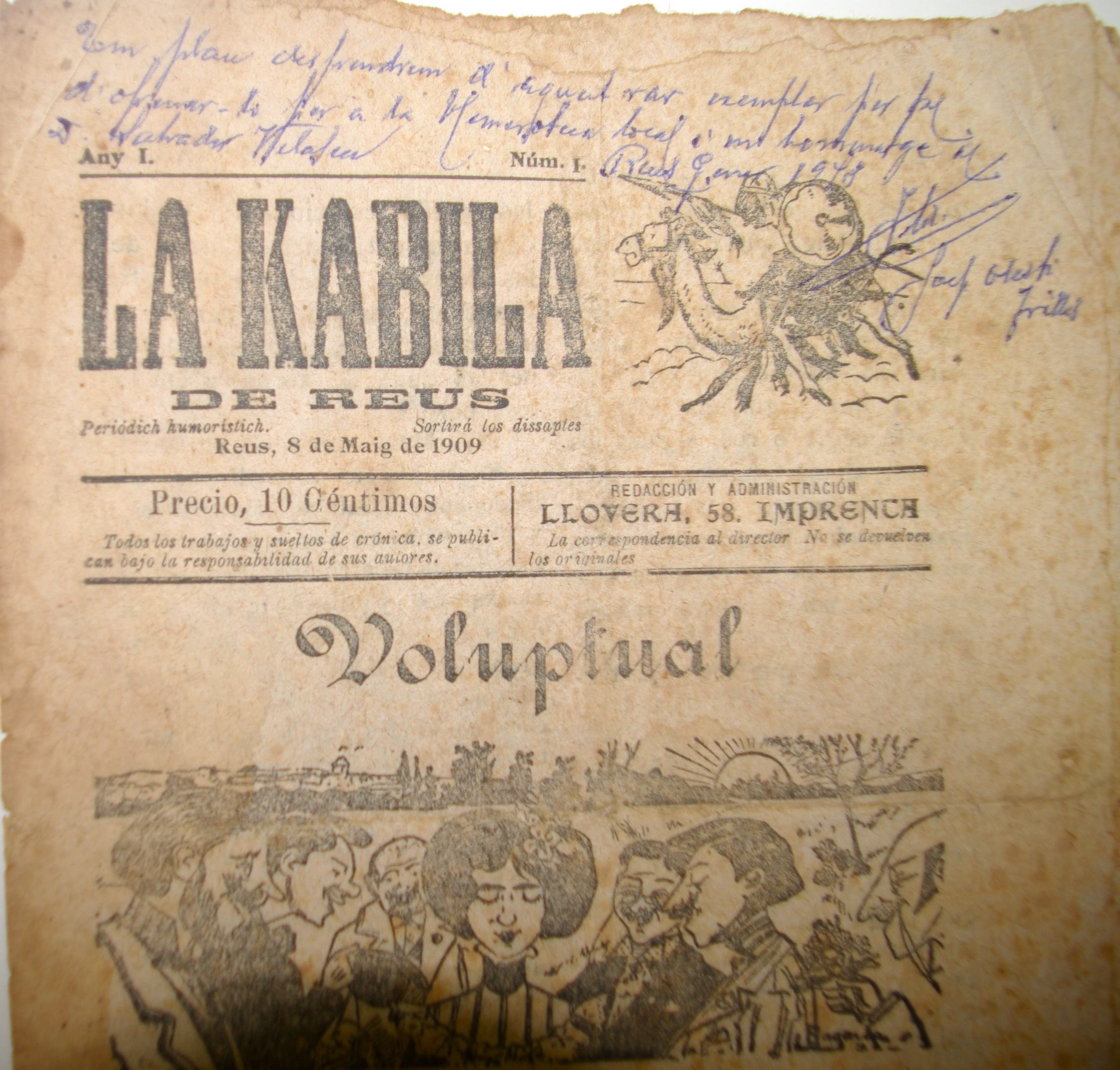
Portada de la Kábila de Reus

## Aspectes tècnics
Sortia setmanalment, en format foli i 4 pàgines, fins al número 3. Després tenia 8 pàgines. A la primera època, tot i la capçalera en castellà publicava també articles en català. L'imprimia Celestí Ferrando i es venia a 10 cèntims. Va tenir diferents llocs per a la redacció: El cafè París, el carrer de l'Hostalet número 17 i el carrer de Llovera 38. Va desaparèixer l'estiu de 1909.

## Localització
- Biblioteca Central Xavier Amorós de Reus.[2]